# St-Thibault (Saint-Thibault)
Der Rest der ehemaligen Prioratskirche St-Thibault liegt in der gleichnamigen französischen Gemeinde Saint-Thibault im Département Côte-d’Or im Herzen der Landschaft Auxois Burgunds, gut 50 Kilometer westlich von Dijon und knapp 20 Kilometer südöstlich von Semur-en-Auxois. Obgleich heute ein Torso, gilt St-Tibault als ein Hauptwerk und Juwel gotischer Architektur in Burgund.

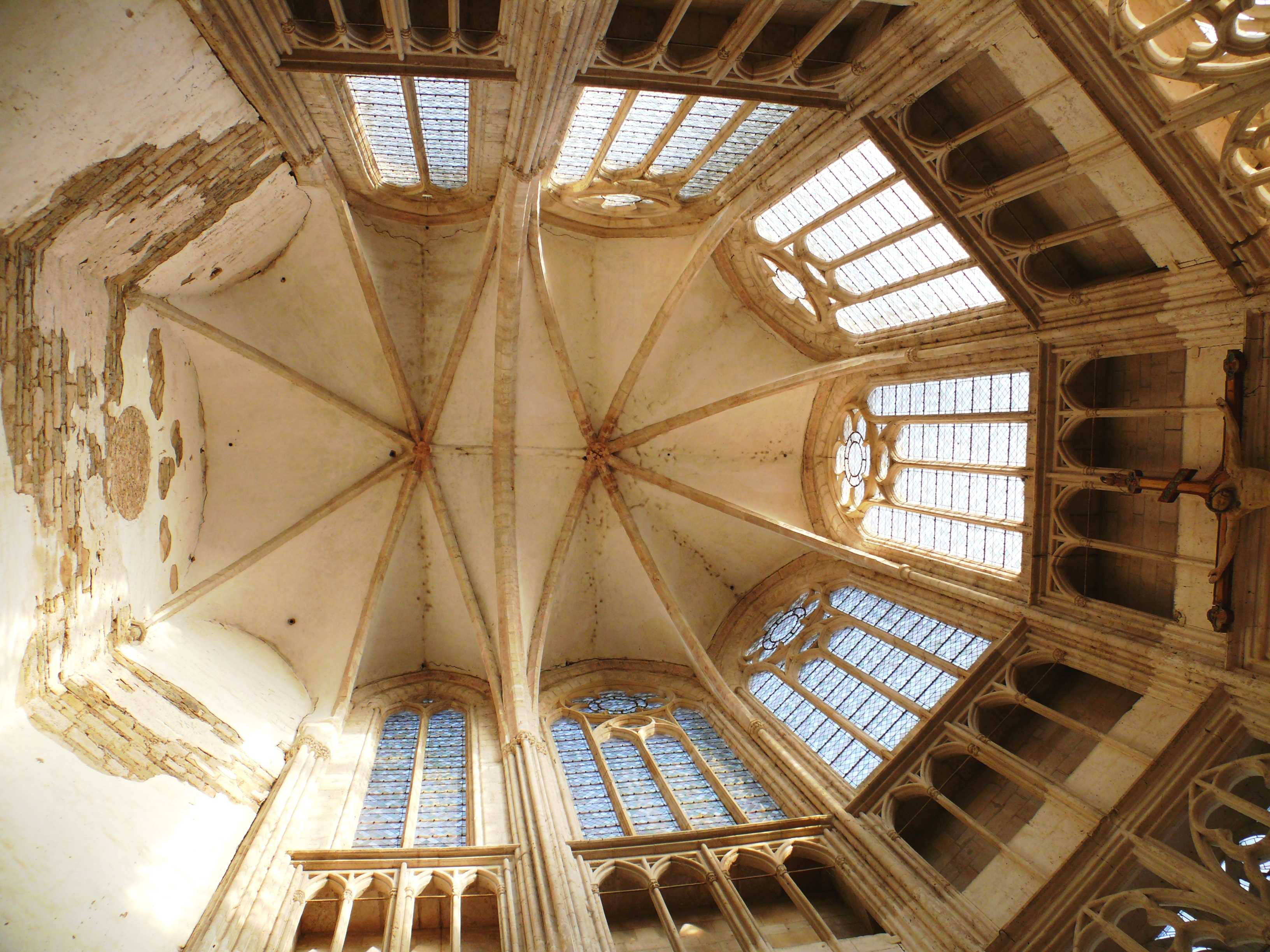
Berühmter Chor mit Gewölbe

## Geschichte
Das Priorat wurde um 1190 durch Hughes de Thil (Hugo von Thil) gegründet und unterstand der Abtei Saint-Rigaud in Ligny-en-Brionnais (Saône-et-Loire). Über die ersten und auch späteren Konventsgebäude geben die bekannten Quellen keine Auskunft.
Besser bestellt ist es um das ursprüngliche romanische Vorgängerbauwerk der Kirche. Von ihm ist der nördliche Querhausarm mit seiner Giebelwand als ältester Teil des Bauwerks erhalten, in dem später das Nordportal im Stil der Gotik installiert wurde.
Der Kirchenpatron, der heilige Theobald von Bec (fr. St-Thibault) war seit 1127 als Mönch in der Benediktinerabtei Le Bec in der Normandie nachgewiesen, den man 1136 zum Abt wählte, der dann von 1139 bis zu seinem Tod 1161 Erzbischof von Canterbury war. Ihm folgte in seinem Amt Thomas Becket.
In einer anderen Quelle wird der heilige Theobald von Marly (fr: Thibault Marly; Abt des Zisterzienserklosters Les Vaux-de-Cernay;† 1247), als Kirchenpatron angegeben. (Dies trifft allerdings nicht zu, wenn das folgende Datum der Überführung stimmt.)
Nach Überführung (Translatio) der Reliquien des heiligen Theobald im Jahr 1240 setzte die Wallfahrten zu seinem Grab in Saint-Thibault in Gang, deren finanzielle Einnahmen zusammen mit einer Schenkung Herzog Robert II. von Burgund, im dritten Viertel des 13. Jahrhunderts, den Mönchen erlaubte, mit dem Bau einer neuen großzügigen Klosterkirche im aktuellen gotischen Stil zu beginnen.
Um 1250/60 wurde als erste gotische Baumaßnahme das Nordportal installiert.
Unter dem Einfluss champagnesker Frühgotik entstand um 1280/90 die nördliche Querhauskapelle Saint-Gilles mit sechsteiligen Rippengewölben.
Urkundlich belegte herzogliche Stiftungen der Jahre 1299 und 1323 beziehen sich auf den Bau des Chores, was dessen exakte Datierung erlaubt.
Von dieser Pilgerkirche, die über dem Grab des heiligen Thibault errichtet worden war, ist nach einem gewaltigen Einsturz im Jahr 1712 und einem Brand von 1728 nur der hohe Chor, die Querhauskapelle Saint-Gilles und das Nordportal im Giebel des ursprünglichen nördlichen Querhausarms erhalten geblieben.
Seit Abschluss der Reparaturarbeiten 1753 füllt die Baulücke ein bescheidenes schmuckloses Langhaus, über das man in den Chor gelangt.
Seit der Auflösung des Priorats in der Französischen Revolution (1789–1799), in der vermutlich auch die Konventsgebäude verschwunden sind, dient das Bauwerk als Pfarrkirche der Gemeinde Saint-Thibault.
Im 18. Jahrhundert erfolgte eine umfangreiche Restaurierung, bei der der Chorraum im Westen einen polygonalen Abschluss erhielt, der sich vor dem Einsturz in das Langhaus öffnete. Er erhielt dadurch den Charakter eines Zentralbaus.

## Bauwerke
Leider gibt es in den bekannten Quellen keine Darstellung des Grundrisses der Prioratskirche.

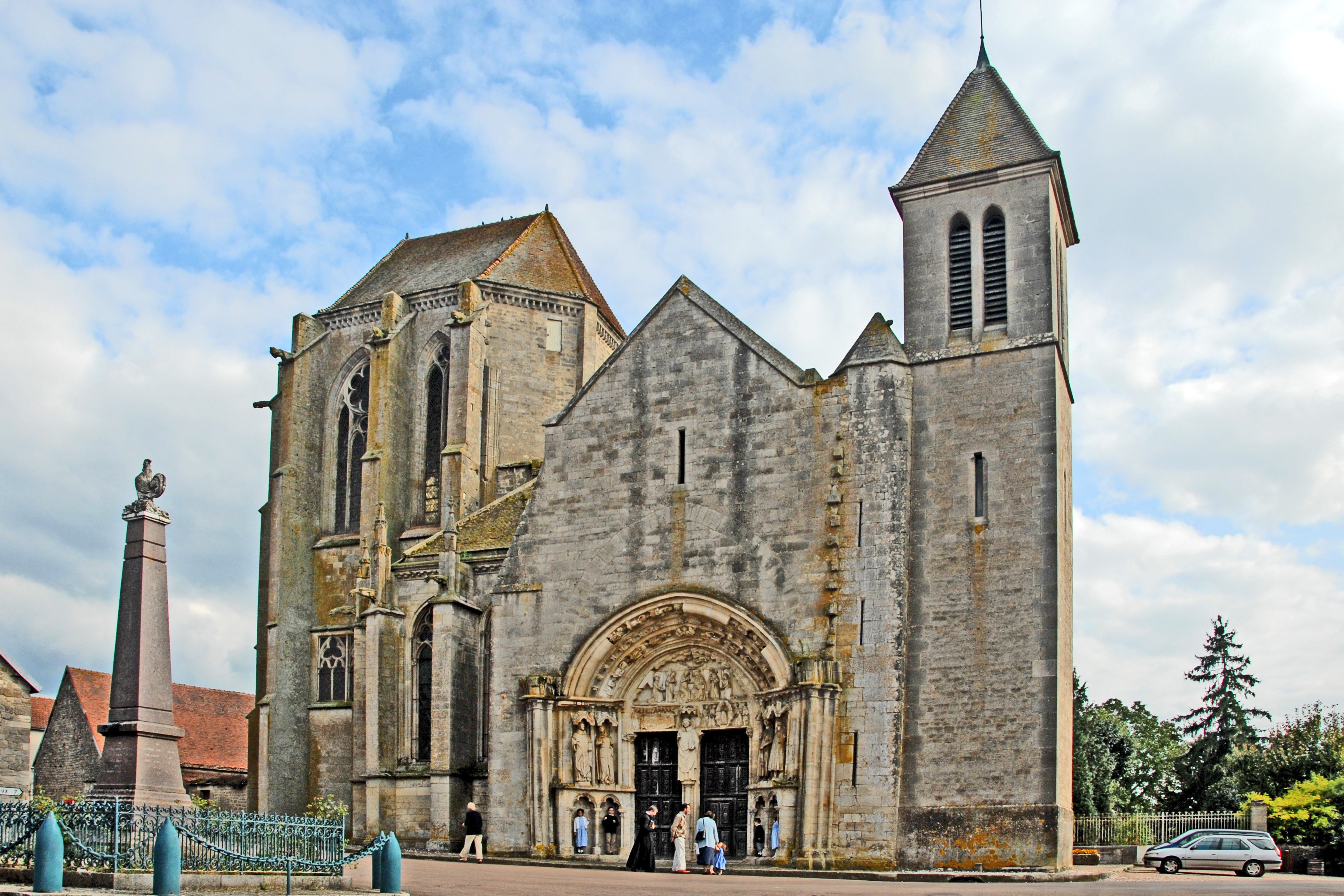
Nordansicht, v. l. n. r. Chor, St-Gilles-Kapelle, Giebel Querhausarm, Glockenturm

### Äußere Gestalt

#### Giebel nördlicher Querhausarm

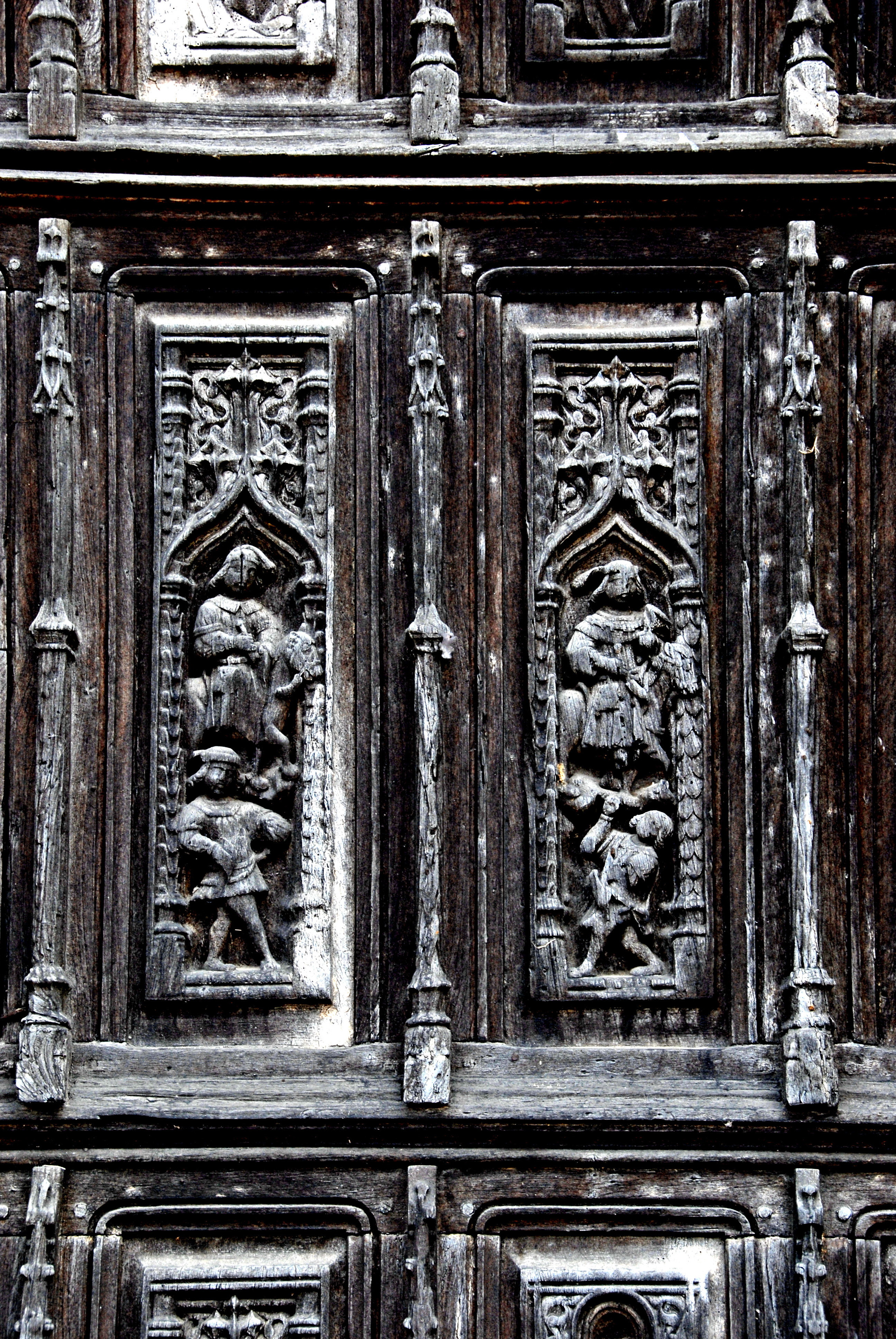
Nordportal, Detail Türflügel

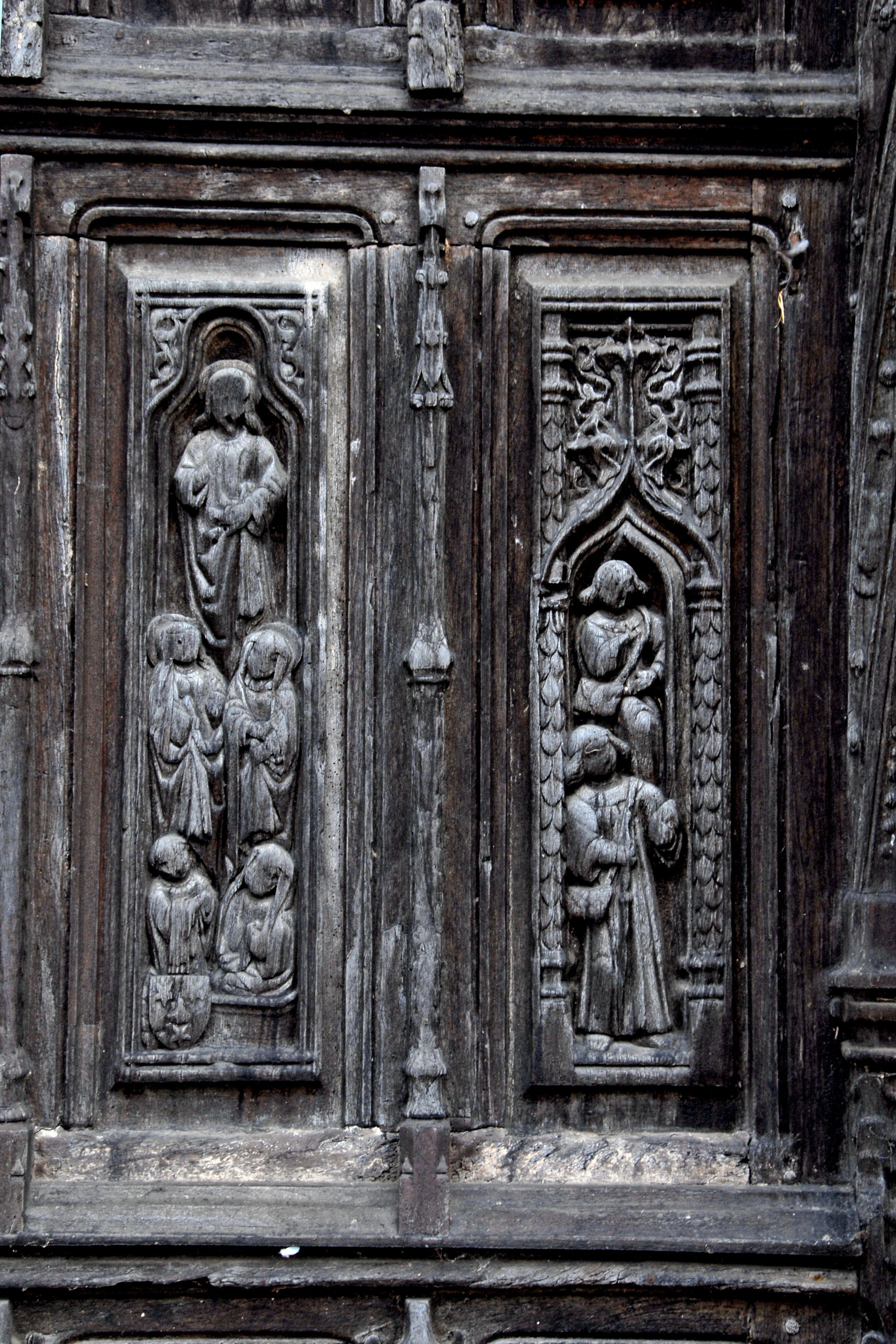
Nordportal, Detail Türflügel

Die Hauptansicht der Kirche ist ihre Nordseite aus der westlich ihrer Mitte der Giebel des Querhausarms der Vorgängerkirche hervortritt, der älteste Bauteil der Kirche, dessen obere Hälfte nur noch in geringer Tiefe erhalten ist. Die Ortgänge der Giebelwand sind oberseitig um etwa 40 Grad nach beiden Seiten abgeschrägt, das dahinter ein Satteldach in gleicher Neigung vermuten lässt. Ihre unteren Enden gehen ein kurzes Stück in die Waagerechte über. Die östliche Giebelwandkante wird von einem giebelwandbündigen Strebepfeiler ausgesteift, dessen obere Abdeckung sehr steil abgeschrägt ist. An der westlichen Giebelwandkante übernimmt diese Aussteifung ein schlanker Turm mit quadratischem Grundriss, der eine Spindeltreppe enthält, was an den drei Schießscharten zu erkennen ist. Dieser wird von einem Pyramidendach überdeckt, dessen Traufen auf Höhe des unteren Ende des Giebelortgangs liegen. Zwischen dem Treppenturm und der Giebelwand ragen aus der Wandoberfläche Werksteinköpfe hervor, übereinander mit Abstand aufgereiht, deren Aufgabe unklar ist. In der glatten Giebelwandfläche erkennt man einen oberflächenbündigen leicht angespitzten Keilsteinbogen, der die ursprünglich romanische Portalöffnung entlasten sollte. Kurz über dessen Scheitel ist eine Schießscharte ausgespart.

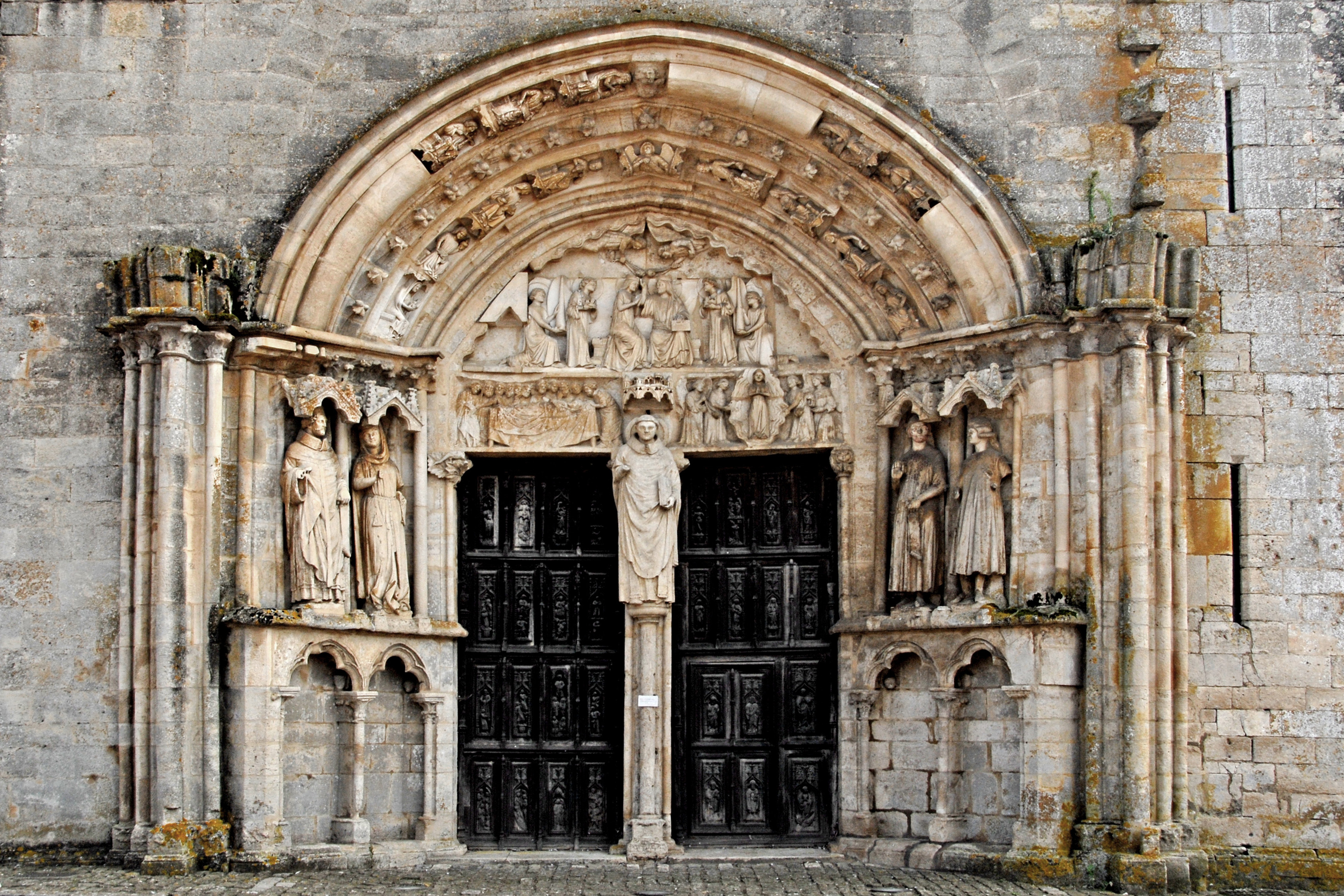
Nordportal von Norden

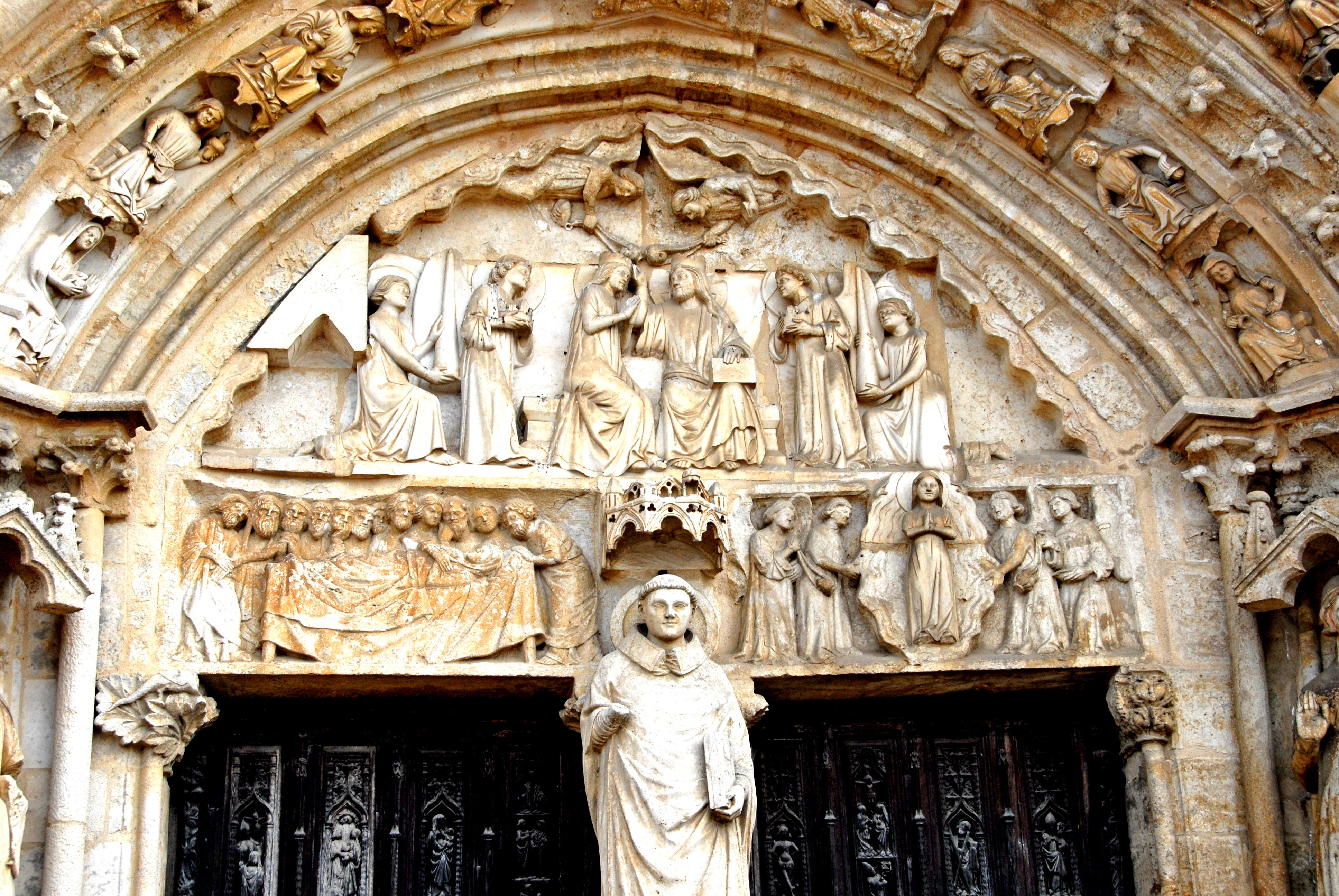
Tympanon und Türsturz des Nordportals

#### Nordportal
Das aufwändig dekorierte gut erhaltene Nordportal ist der erste gotische Beitrag, der um 1250/1260 entstanden ist. Die beiden rechteckigen Portalöffnungen werden von einem kräftigen Trumeau getrennt, dessen obere Hälfte eine Statue des Kirchenpatrons, des heiligen Thibault, einnimmt. Er steht auf einer schlanken Säule, die mit profiliertem Kämpfer und Basis auf einer kantigen Plinthe ausgerüstet ist. Sein Kopf reicht auf den Türsturz und wird von einem kronenartigen Dach überdeckt. Seine Haartracht und Habit mit breitem Kragen entsprechen denen eines Mönchs. Er trägt in der Linken ein Buch. Die nicht mehr vorhandene Rechte war sicher zum Segensgestus erhoben. Hinter seinem Kopf erscheint ein kreisrunder Heiligenschein, der einem Heiligen zusteht.
Die seitlichen Gewände des Portals spreizen sich nach außen weit auf. Sie werden in Höhe der Oberkante des Türsturzes von je einem pflanzlich skulptierten Kapitellfries mit Kämpfern abgedeckt und sind etwa in mittlerer Höhe durch ein Podest mit Kragprofilen in zwei Geschosse unterteilt. Der untere Abschluss der Gewände bilden niedrige leicht auswärts vortretende und außen abgerundete Sockel. Das untere Geschoss wird von je einer Zwillingsblendarkatur mit tiefen glatten Hintergründen gegliedert. Ihre leicht angespitzten Bögen mit Dreipässen stehen auf schlanken Säulchen, die mit profilierten Kämpfern und Basen auf kantigen Plinthen ausgerüstet sind. Die vier Statuen im zweiten Gewändegeschoss sind namentlich nicht zu bestimmen. Sie stehen in Nischen, die von kunstvoll dekorierten Dächern bekrönt sind. Vielleicht sind es Heilige (ohne Nimben?), links eventuell König Salomo und die Königin von Saba? Es könnten vielleicht auch Stifter des Ordens sein. Auf den Kämpfern der Gewände stehen leicht angespitzte Archivoltenbögen in mindestens vierfacher Abstufung. Die Bögen enthalten im Wesentlichen Figurenskulpturen, so die klugen und törichten Jungfrauen wie auch alttestamentliche Gestalten. Im äußeren Bogen sind sie durch Abschnitte von Rundprofilen unterbrochen. Ein Bogen ist mit floralen Motiven dekoriert.

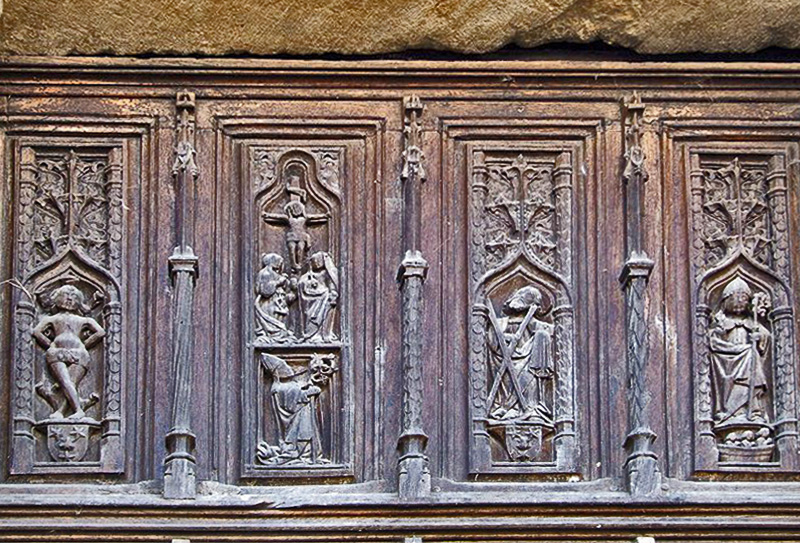
Detail Nordportal, Türflügel

Die Ikonographie des Tympanons und des Sturzbalkens darunter ist signifikant für die Gotik. Während in der Romanik dieser Platz grundsätzlich Darstellungen Christi zeigten, setzte sich im 13. Jahrhundert mehr und mehr die Marienikonographie durch. Beliebtestes Thema war die Krönung der Muttergottes. Genau in der Mitte des Tympanons wird Maria von ihrem Sohn, beide sitzend, gekrönt. Die Szene wird begleitet von seitlich stehenden Engeln, von dem die beiden äußeren lange kegelartige Gebilde in Händen tragen. Oberhalb der Krönung schwingen zwei Engel Weihrauchfässer. Im linken Teil des Türsturzes erkennt man ein Sterbebett, in dem wahrscheinlich Maria liegt, über dem sich zwölf Personen neigen, vermutlich die Jünger Christi. Im gegenüber liegenden Abschnitte des Türsturzes ist wahrscheinlich die Himmelfahrt Marias dargestellt.
Beidseitig des Portals sind Säulenbündel aufgestellt, aus jeweils vier schlanken, halbrunden Säulen, die sich um einen Kern gruppieren, der in den Zwischenräumen sichtbar ist. Die Säulen enden oben in floral skulptierten Kapitellen mit profilierten Kämpfern in Höhe der Oberkante des Türsturzbalkens. Ihre profilierten Basen stehen auf kantigen Plinthen, die wiederum auf dem bereits genannten Sockel. Oben auf den Kämpfern sieht man kurze Stücke von Kreuzrippen, möglicherweise die Bogenansätze eines ehemaligen Gewölbes unter einem Vordach vor dem Portal.

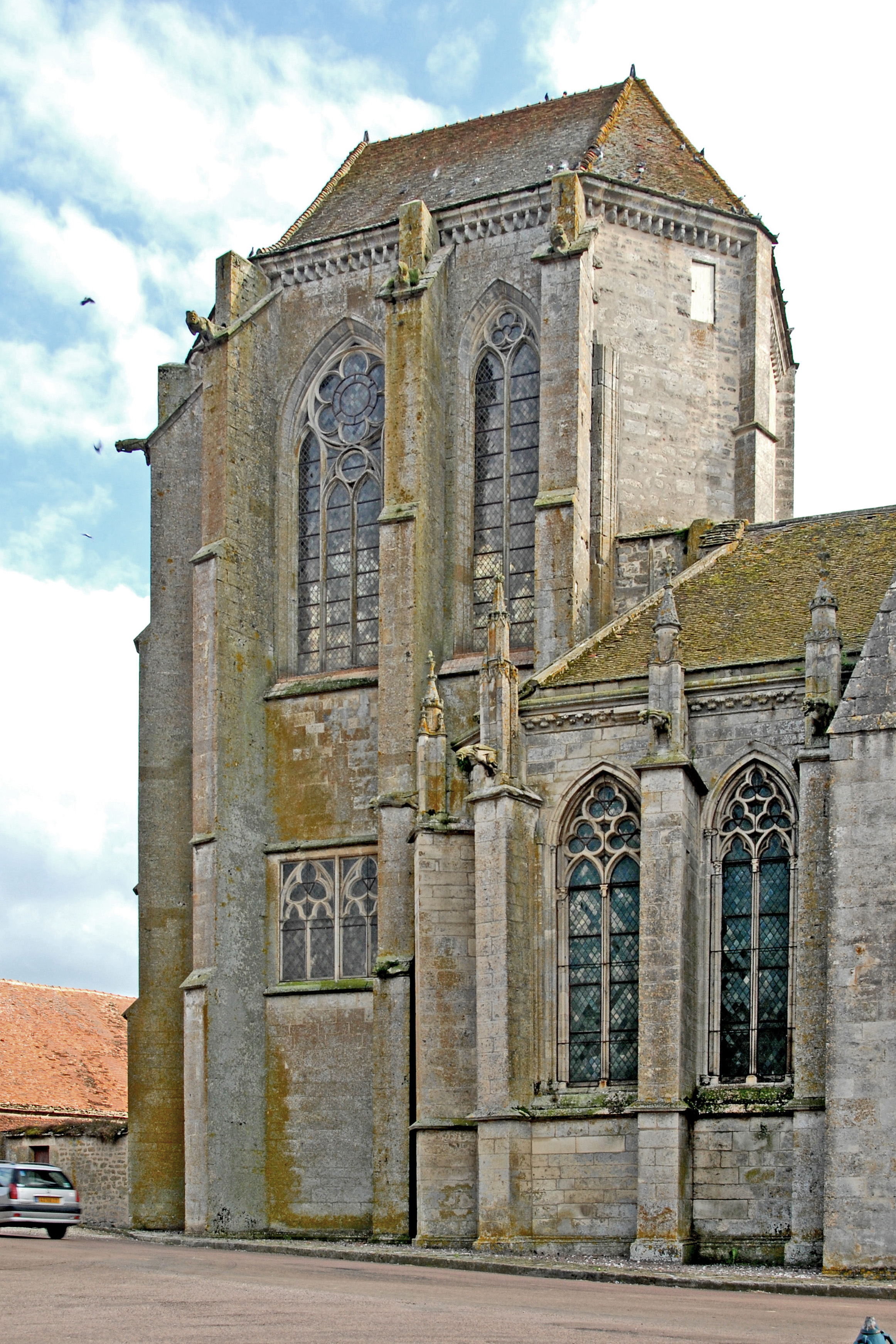
Chorhaupt von Norden mit Kapelle St-Gilles

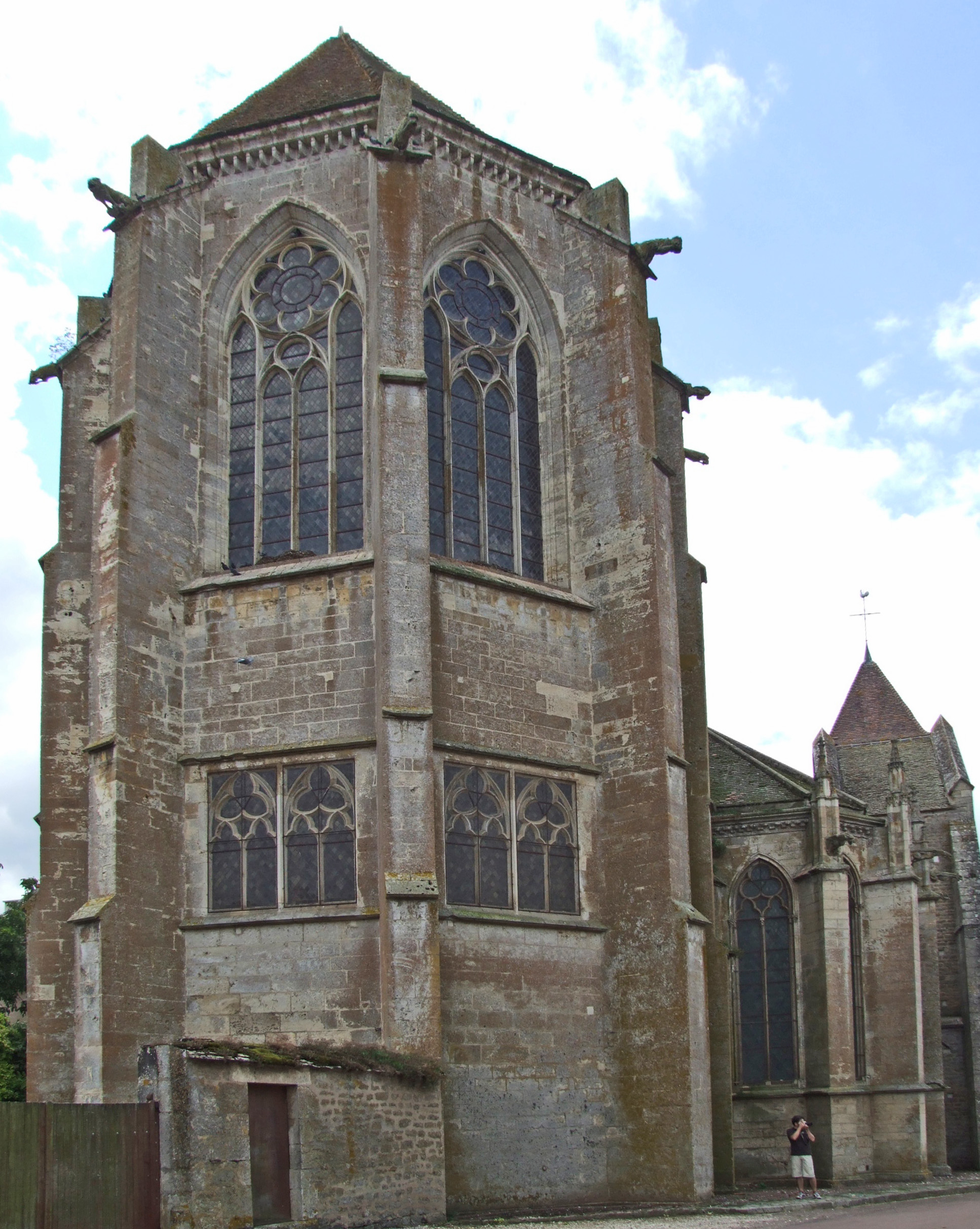
Chorhaupt von Nordost

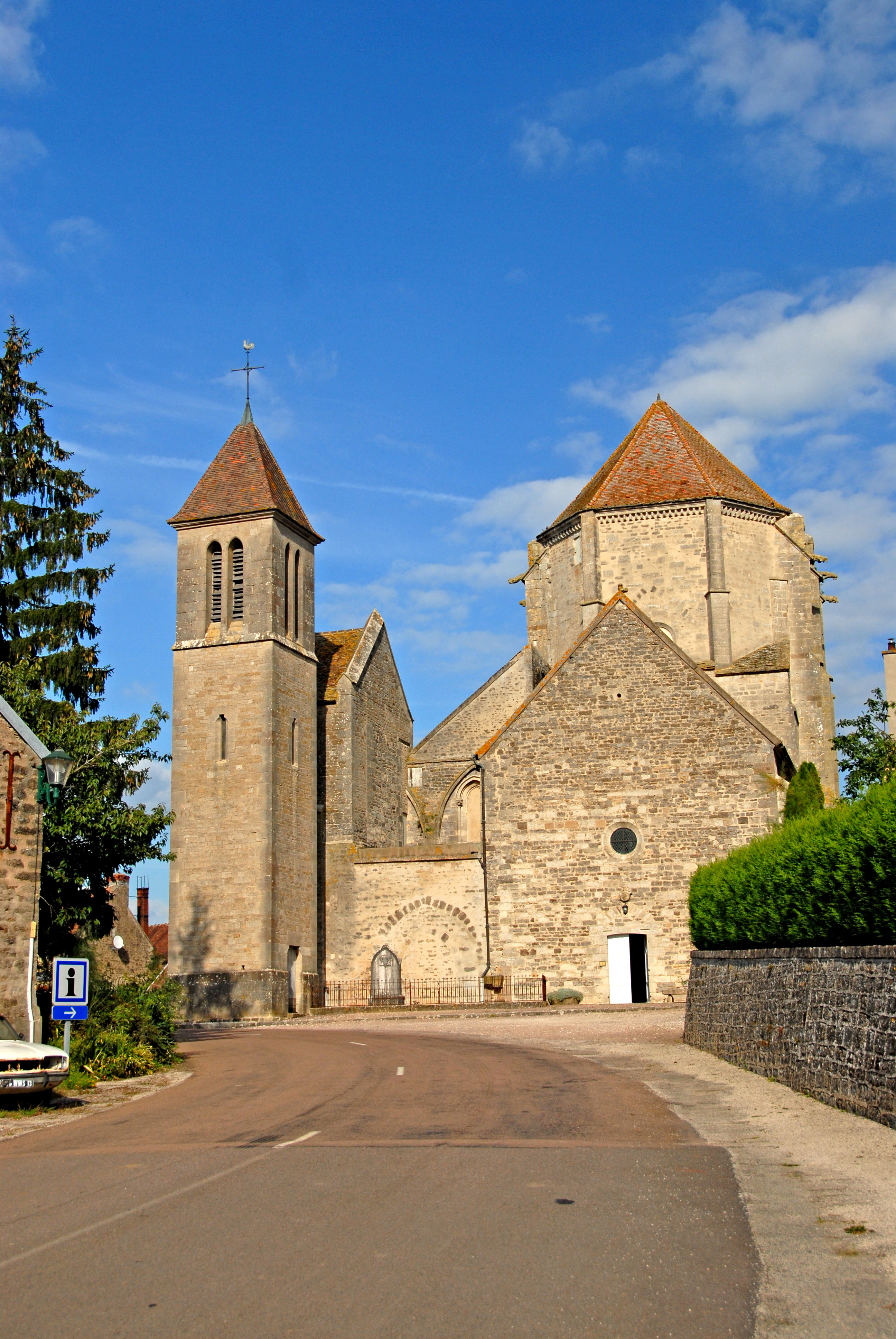
Westansicht mit Glockenturm und Schiff

#### Kapelle St-Gilles
Zwischen der Ostwand des nördlichen Querhausarms und dem Chor befindet sich die Querhauskapelle St-Gilles, deren Erbauung um 1270 datiert wird und deren Gestaltung des vom Kronland (Ile de France) bestimmten style rayonnant zugewiesen wird. Die Nordwand der Kapelle tritt gegenüber dem Querhausgiebel deutlich weiter zurück, als die Tiefe ihrer Strebepfeiler. Die Nordwand der Kapelle wird an ihrem Ostende zweimal nach innen abgeknickt und stößt dann gegen den Chor. Fünf kräftige im Grundriss rechteckige Strebepfeiler teilen diese Wand in vier Abschnitte, die ein gutes Stück unter der Traufhöhe mit Plattenabdeckungen abschließen. Oben auf den Strebepfeilern stehen kleine im Grundriss quadratische Türmchen mit Säulchen auf den Ecken. Sie werden bekrönt von schlankeren und kürzeren sechseckigen Türmchen, die von steilen Pyramidendächern überdeckt werden. In den Aufsätzen der Strebepfeiler sind kurz über den Pfeilerabdeckungen weit ausladende Wasserspeier eingelassen. Das Dach der Kapelle ist steil geneigt und besitzt die Form eines halben Satteldachs. An seinem polygonalen Ostende ist es dem Verlauf der Wand entsprechend abgewalmt. Die Profilierung der Traufgesimse kragt nur schwach aus und verbirgt eine Regenrinne, die das Regenwasser der Dachflächen auffängt und über die Wasserspeier ableitet. In etwa 2,50 Meter Höhe umschließt die freien Wandabschnitte und die Strebepfeiler ein Kragprofil. Auf diesem steht in jedem Wandabschnitt ein spitzbogiges Fenster, dessen Scheitel noch ein kurzes Stück über die Pfeilerabdeckungen hinaufreichen. Das Maßwerk zeigt im Bogenbereich drei Dreipässe, die auf zwei spitzbogigen Lanzettfenstern aufstehen.

#### Chorhaupt
Im Osten wird die Kirche von einem recht hohen, im Grundriss zehneckigen Chorhaupt abgeschlossen, das von außen den Eindruck eines kompakten blockartigen Turms macht, der nichts mit der Leichtigkeit der grazilen inneren Strukturen zu tun hat. Das wird nicht zuletzt dadurch verursacht, dass die Maßwerke nur in den Fenstern vorhanden sind und die Wandflächen ohne Strukturen bleiben. Außerdem erkennt man hier nicht die teilweise zweischalige Konstruktion. Auch die wuchtigen Strebepfeiler auf den Ecken tragen zu dieser Schwere bei. Insgesamt zehn im Grundriss rechteckige Strebepfeiler teilen den Kubus in zehn schlanke Wandabschnitte, von denen die drei westlichen oberhalb der anschließenden Dachflächen glatt geschlossen sind. Als das ehemalige gotische Langhaus dort anschloss, waren die Abschnitte weitgehend geöffnet. Die übrigen sieben Abschnitte sind durch Kragprofile und Brüstungsabdeckungen in jeweils vier „Geschosse“ unterteilt. Im vierten Geschoss der Wandabschnitte ist je eine spitzbogige Fensteröffnung ausgespart, die fast die ganze Breite zwischen den Pfeilern einnimmt. Ihre Scheitel bleiben ein gutes Stück unter dem Traufgesims. Die Fensteröffnungen in den beiden schiffseitigen Wandabschnitten sind deutlich schmaler als die übrigen. Die fünf Fenster der Apsis sind von einem recht komplizierten Maßwerk gegliedert. Oben im Bogen befindet sich jeweils ein Sechspass, der einen Kreisring umschließt und von einem großen Kreisring umschlossen wird. Der untere Abschnitt des Maßwerks ist in vier gleich breite, spitzbogige Lanzetten aufgeteilt. Die äußeren reichen hinauf bis zu den Bogenansätzen der Fensteröffnung und bis zum äußeren Kreis des Sechspasses. Die beiden inneren tragen einen kleinen Kreisring, der von einem Spitzbogen überfangen wird. Die beiden schmaleren Fensteröffnungen zeigen ein Maßwerk mit zwei gleich breiten Lanzetten, die mit ihren Spitzbögen einen Dreipass tragen, der von einem Kreisring umschlossen wird. Unter diesen Fenstern befindet sich das gänzlich geschlossene dritte Geschoss. Es besitzt nahezu die gleiche Höhe wie das zweite Geschoss, das von zwei rechteckigen Fenstern gänzlich geöffnet ist. Im oberen Bereich befindet sich ein Dreipass, der von einem Spitzbogen überdeckt ist. Der untere Bereich wird jeweils in zwei Abschnitte senkrecht unterteilt, die jeweils von einem Bogen aus einem halben Dreipass überdeckt sind. Das untere und zweithöchste Geschoss ist wieder ganz geschlossen. Die im Grundriss rechteckige Strebepfeiler verändern ihre Breite in ganzer Höhe nicht, die zweifachen Rücksprünge ihrer Außenseite sind auswärts abgeschrägt abgedeckt. In Höhe der Oberkante des zweiten Geschosses ist dort jeweils ein Kragprofil eingelassen. Die Oberseiten der Strebepfeiler sind mit dreiseitig auskragenden Steinplatten abgedeckt, die etwa 45 Grad auswärts geneigt sind. Sie enden knapp unter den Kragsteinen des Traufgesimses. Auf ihren Oberseiten ragen gut zwei Meter hohe schlichte und schlanke Wandpfeiler heraus. Aus ihren Unterseiten kragt jeweils mittig ein Wasserspeier hervor. Das profilierte und auskragende Traufgesims wird von einer Reihung von ausgerundeten Kragsteinen unterstützt und verbirgt wieder eine Regenrinne, die das Regenwasser über die Wasserspeier ableitet. Die Abtropfkante der unteren Steine der Eindeckung liegt ein wenig höher als das Traufgesims. Das mit Steinplatten eingedeckte Dach besitzt im mittleren Bereich, über zwei Wandabschnitte reichend, die Form eines Satteldachs und wird am westlichen und östlichen Ende mit jeweils drei dreieckigen Dachflächen abgewalmt.

#### Glockenturm
Westlich der Giebelwand des ehemaligen nördlichen Querhausarms steht etwas zurücktretend ein schlanker im Grundriss quadratischer Glockenturm, der fast so hoch ist, wie der Ostchor. Zu ihn und seiner Datierung geben die Quellen keine Auskunft. Er stammt jedenfalls aus jüngerer Zeit und ist möglicherweise zusammen mit den Reparaturarbeiten nach dem Einsturz und dem Ersatz des Langhauses durch einen schlichten Neubau um 1753 entstanden.

#### Andere Gebäudeteile
Auf der Westseite des heutigen Gebäudes steht linkerhand der vorgenannte Glockenturm, hinter dem der äußere, obere Teil des nördlichen Querhausarms hervorlugt. Der reichte ehemals weiter bis zur ehemaligen Vierung, der Kreuzung des Langhauses mit dem Querhaus und darüber hinaus in den südlichen Querhausarm. In westlicher Verlängerung des Chorraums steht heute ein schlichtes und schwach belichtetes Langhaus, dessen Breite vermutlich derjenigen des gotischen, aber auch des romanischen Langhauses entspricht. Nicht übereinstimmt seine Höhe und wahrscheinlich auch seine Länge. Zwischen dem heutigen Langhaus und der Verlängerung der Westwand des Querhausarms steht heute eine Wand, auf der man die Kontur eines angespitzten Keilsteinbogens erkennt. Das könnte vielleicht der frühere Durchgang aus dem nördlichen Seitenschiff in diesen Querhausarm gewesen sein. Auf einem Foto des Schreins des heiligen Theobald erkennt man in der Kapelle St-Gilles in der Wand zum nördlichen Querhausarm den Ansatz eines solchen Bogens.

### Inneres

#### Kapelle St-Gilles
Das Innere der Querhauskapelle St-Gilles ist in der Regel verschlossen und kann dann nicht besichtigt werden. Die nähere Beschreibung muss daher hier ausbleiben.
Bekannt ist allerdings, dass die Querhauskapelle Saint-Gilles sich über zwei Joche erstreckt und von einem sechsteiligen Kreuzrippengewölbe überdeckt wird. Seine Gestaltung verrät den Einfluss der champagnesken Frühgotik. Außerdem ist in ihr der Schrein der Gebeine des St-Thibault aufgestellt. Von außen ist zu erkennen, dass sie von vier recht hohen spitzbogigen Fenstern mit gotischem Maßwerk belichtet wird und eine polygonale Apsis aufweist.

#### Chorhaupt

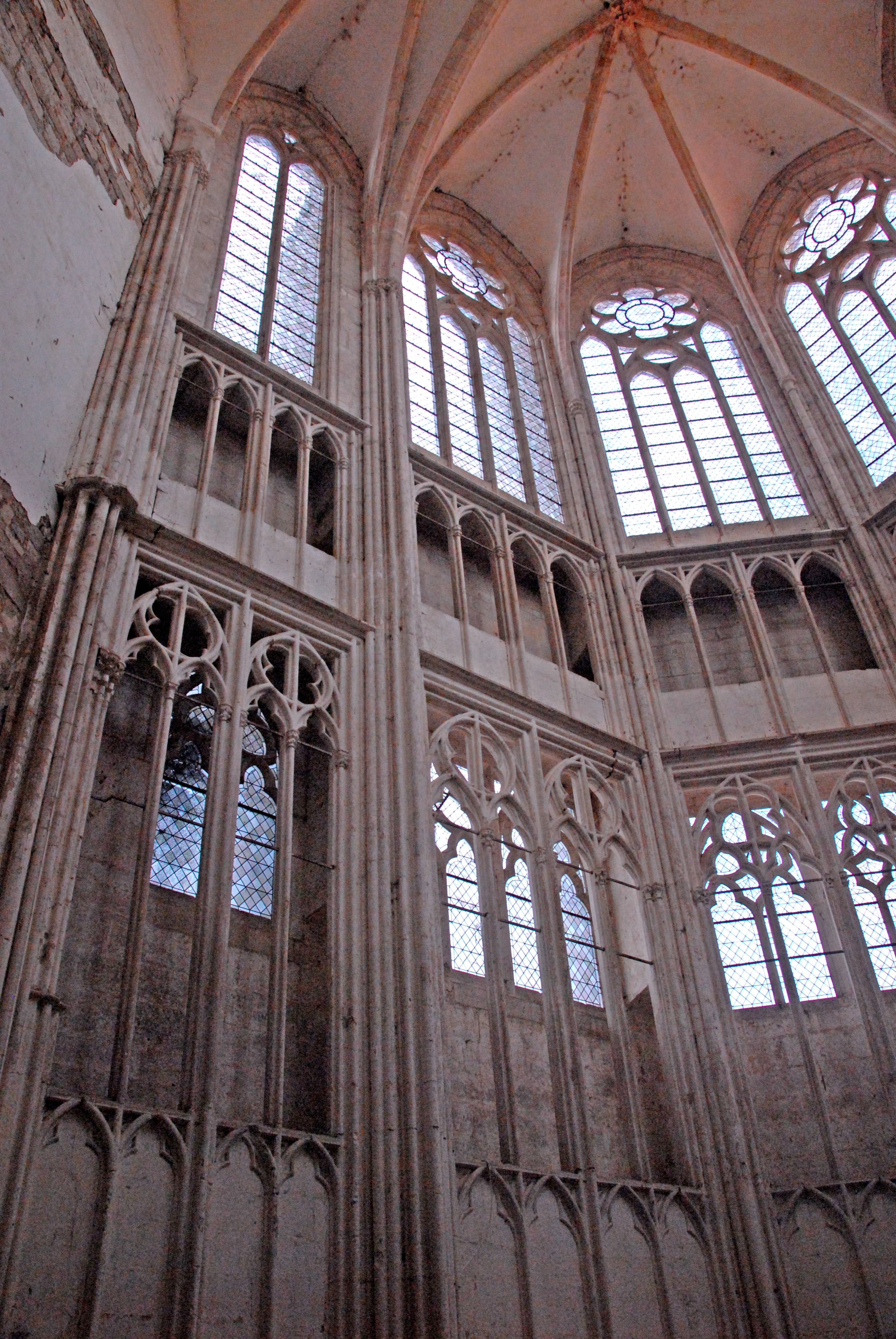
Chor nach Nordost

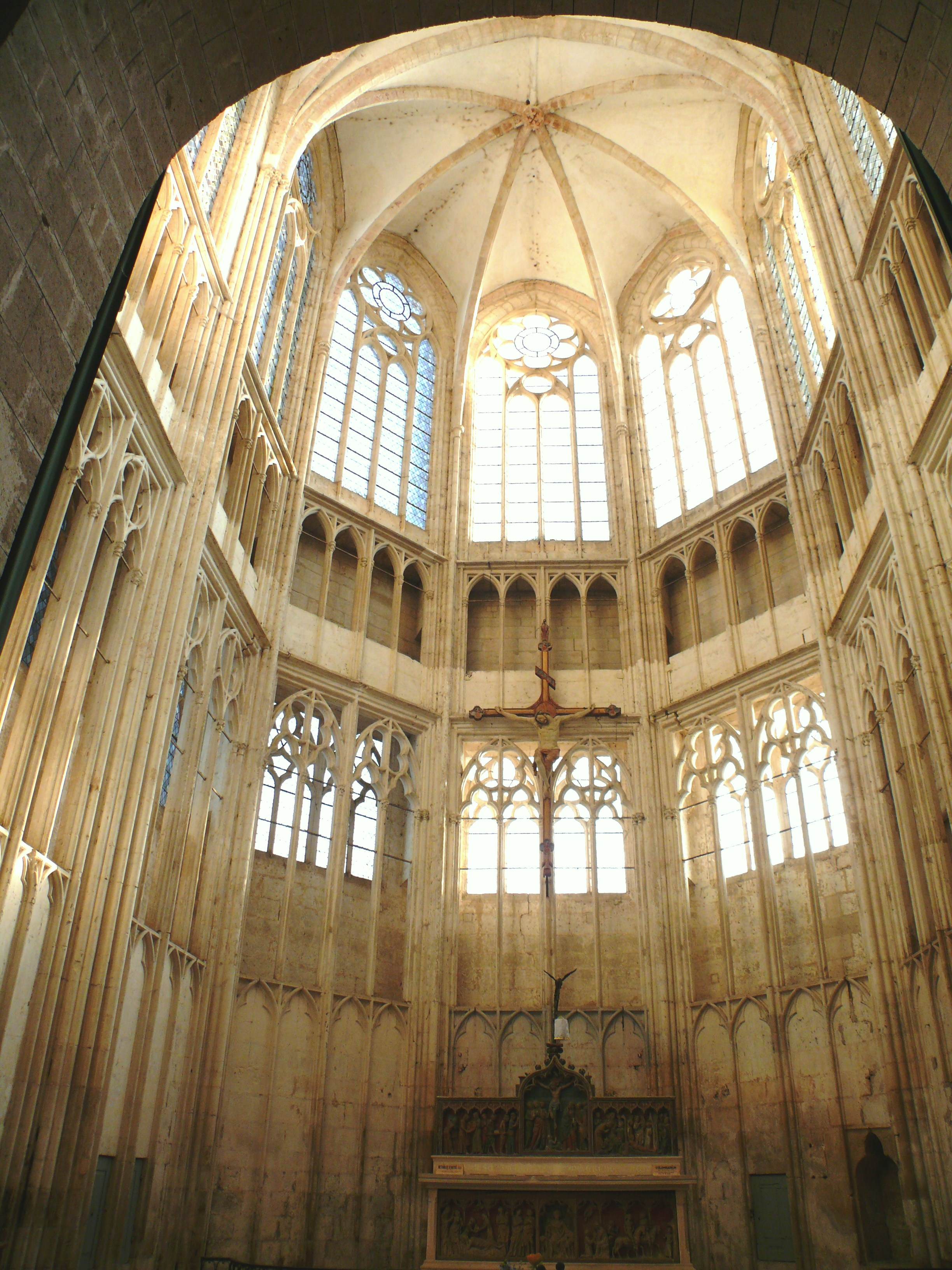
Chor

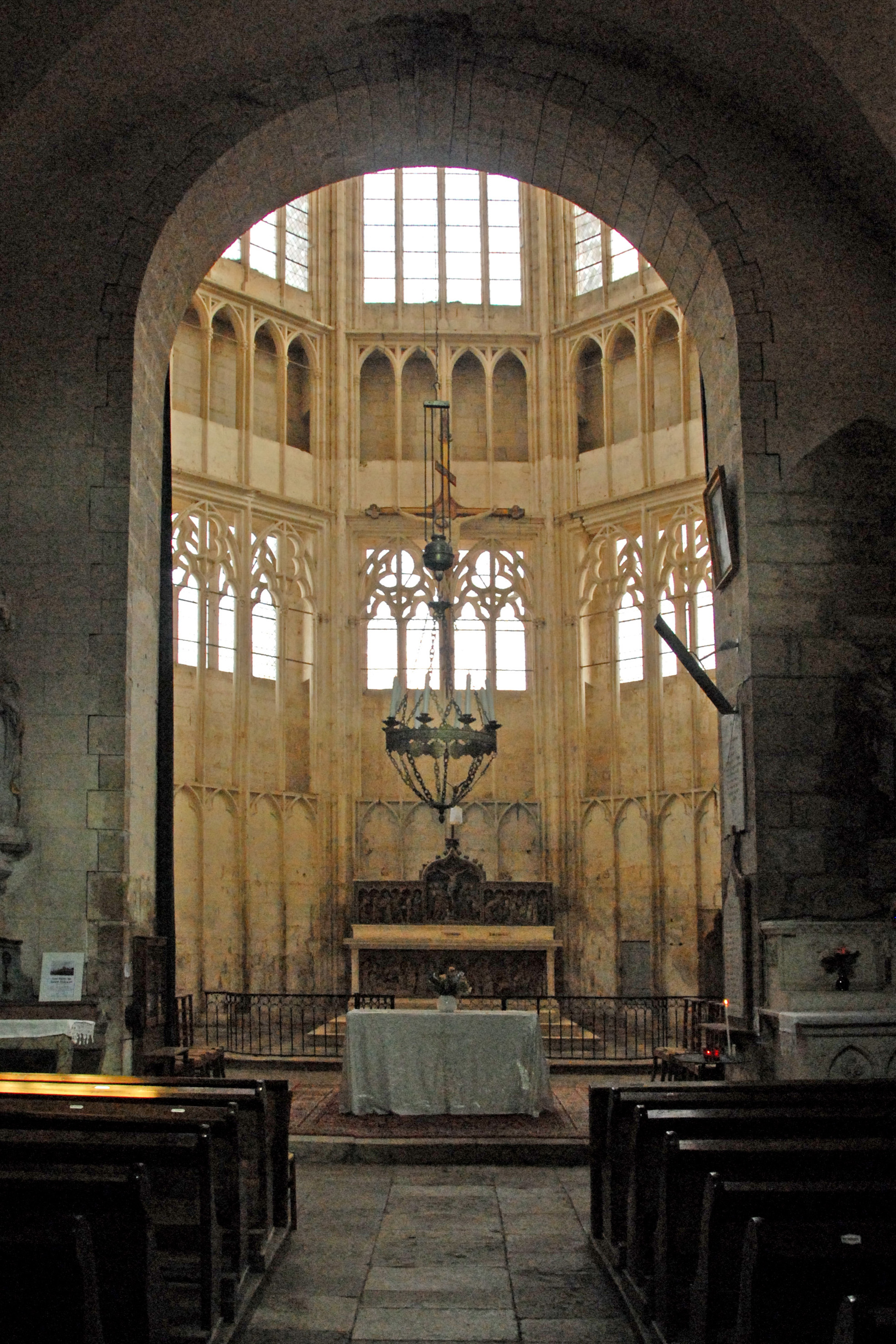
Chor aus Schiff

Die architektonische Bedeutung der Kirche gründet sich auf das Innere des um 1300 begonnenen Polygonchor, der die hochgotischen Tendenzen einer Auflösung der Wand in verglaste Flächen zu einem einzigartigen Höhepunkt führt. Von außen ist das so nicht erkennbar. In enger Auseinandersetzung mit St-Benigne, der Kathedrale von Dijon, entstand so die wohl kühnste und statisch riskanteste Leistung der burgundischen Gotik. In einzigartiger Steilheit schießen die stabdünnen Dienste über die Kreuzrippen in der Gewölbezone empor. Zwischen ihnen entwickelt sich ein viergeschossiger Wandaufriss, dessen einzelne Zonen in ihrer fast völligen Auflösung in filigranes Maßwerk nahezu entmaterialisiert erscheinen.
Die Zweischaligkeit der Wandabschnitte beginnt bereits in Höhe des Apsisbodens. Im unteren Bereich des ersten Geschosses gibt es eine äußere und eine innere geschlossene Schale. Es wäre auch denkbar, dass dieser Zwischenraum mit Mauerwerk gefüllt ist. Die innere Wandoberfläche ist mit je vier schlanken Blendarkaden je Wandabschnitt dekoriert, deren Bögen Dreipasse überdecken. Unmittelbar auf den Scheiteln dieser Bögen ist der Boden eines ersten Laufgangs zu sehen, der auf Fotos kaum festzustellen ist. Man erkennt ihn aber an den rechteckigen Durchlässen in Laufgangbreite seitlich in den Pfeilern hinter den Diensten die etwas höher sind als die Fensterbrüstung, die hier die äußere Schale bildet. Die innere besteht lediglich aus den von unten nach oben senkrecht weitergeführten Maßwerkstäben. Das erste Geschoss schließt wie auch außen auf Oberkante der Fensterbrüstung ab. Das zweite Geschoss besteht aus dem Fensterband als äußere Schale mit dem dort beschriebenen Maßwerk. In diesem Bereich bleibt auch die innere Schale geöffnet. In Fortsetzung der senkrechten Maßwerkstäbe entwickeln sich in Spitzbögen Maßwerke, die nicht mit denen der Fenster übereinstimmen. Es ergibt sich daher in dieser Höhe ein leicht verwirrender Anblick der Bogenmaßwerke, die sich je nach Blickwinkel ändern.
Das zweite Geschoss wird überdeckt von einem kräftigen Boden eines zweiten Laufgangs dessen Sichtseite dreifach profiliert ist. Der Laufgang bildet das dritte Geschoss und ist einem Triforium nachempfunden, mit geschlossener Außenschale und einer offenen Innenschale aus den vom Boden aus weiter hochgeführten senkrechten Stäben des Maßwerks, hinter denen Brüstungsplatten aufgestellt sind. Ihre Zwischenräume werden oben von Spitzbögen überdeckt, deren Zwickel offen bleiben. Auch bei diesem Laufgang gibt es Durchlässe in den Pfeilern. Das dritte Geschoss wird oberseitig abgeschlossen durch ein doppelt profiliertes Kraggesims. Die Zweischaligkeit ist mit diesem Geschoss abgeschlossen.
Die innere Wandschale fasst mit ihrem kohärenten Maßwerkvorhang die einzelnen Zonen des Wandaufbaus zusammen, der vom rhythmischen Wechsel geschlossener und verglaster Partien charakterisiert wird.
Das vierte Geschoss ist das höchste und letzte. Die spitzbogigen Fenster füllen die gesamten Wandabschnitte bis in die Schildbögen der Gewölbe und schaffen die besonders hohe Lichtintensität im Chor. Das Maßwerk wurde bereits im Abschnitt Äußere Erscheinung beschrieben. Vermutlich befinden sich die Fenster zwischen der äußeren und der inneren Schale darunter. Auch hier wird wie in allen Geschossen die Lage der senkrechten Maßwerkstäbe übernommen.
Seitdem der Chorraum bei der Restaurierung des 18. Jahrhunderts auch im Westen einen polygonalen Abschluss erhielt, besitzt der Chorraum den Charakter eines Zentralbaus (siehe Foto eingangs des Artikels). In diesem Abschluss öffnet sich im mittleren Abschnitt unten ein schlanker rundbogiger Durchlass in das heutige Schiff, über den die Gemeinde Kontakt zum Chorraum und zum Hauptaltar bekommt.

## Ausstattung

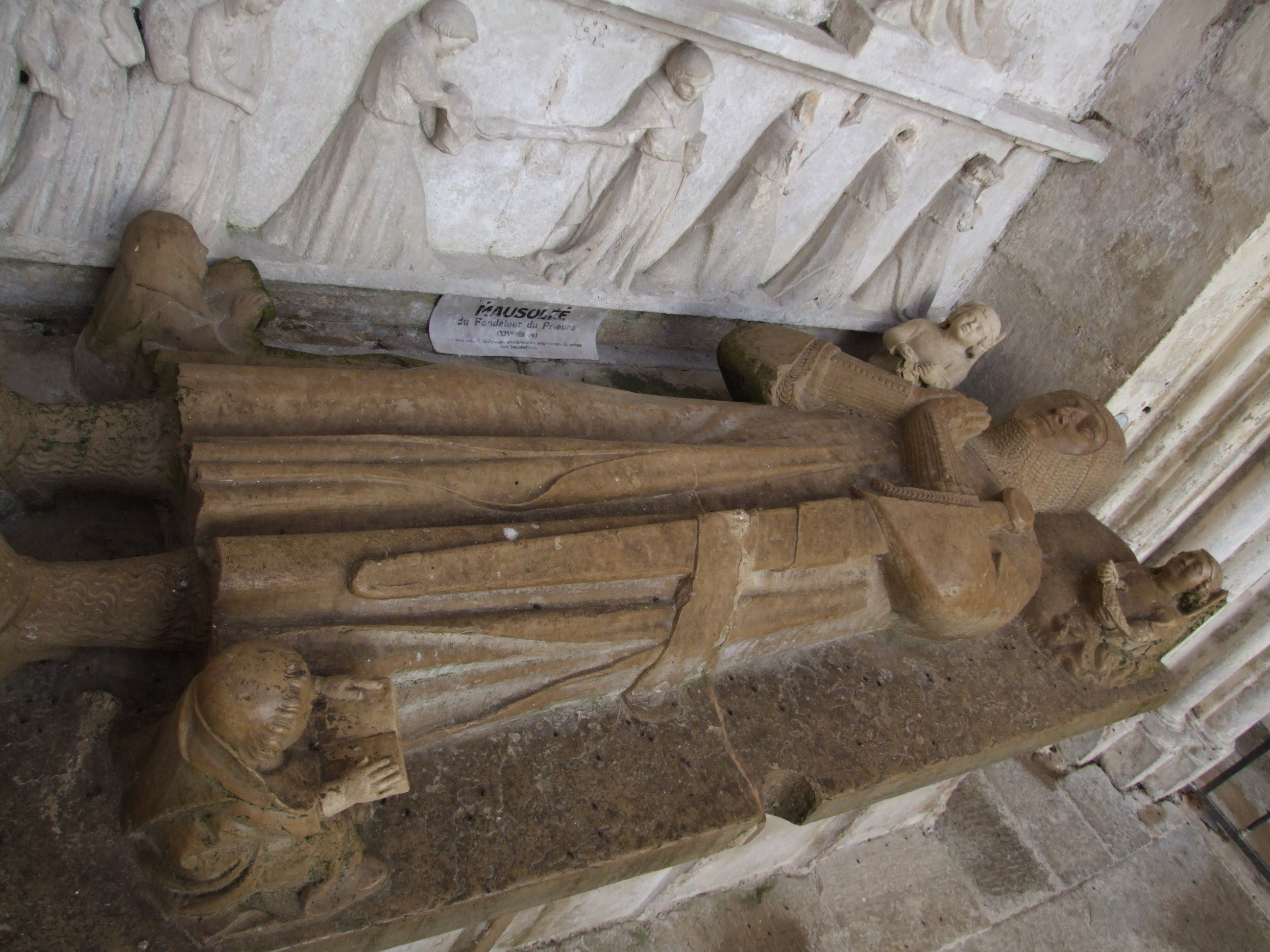
Grabmal des Gründers

Von außergewöhnlicher Qualität ist nicht nur die Architektur, sondern auch die Ausstattung der Kirche. Im Chorhaupt steht ein hölzernes, polychrom gefasstes Altarretabel von etwa 1330 mit dazugehörigem steinernen Antependium aus dem 14. Jahrhundert. Im Retabel wird eine Kreuzigungsszene von Darstellungen aus dem Leben des heiligen Theobald flankiert. Mit der Kreuzigungsszene korreliert die Darstellung des heiligen Theobald im Antependium.
Um die Mitte des 14. Jahrhunderts wird der über dem Altar aufgehängte Kruzifixus datiert. Aus dem 16. Jahrhundert stammt die frei im Raum aufgehängte eucharistische Taube. Vom Ende des 13. Jahrhunderts stammt das Grabmal Hugos von Thil, dem Gründer des Priorats, mit seiner Liegefigur.
In der Kapelle Saint-Gilles ist ein hölzerner Schrein auf vier Beinen ausgestellt, der die Gebeine des heiligen Theobald enthalten soll.
Zu erwähnen sind ferner mehrere Statuen und Reliquienbüsten des 13. bis 16. Jahrhunderts in der Kirche sowie Reliquare des 13. bis 15. Jahrhunderts im Kirchenschatz.

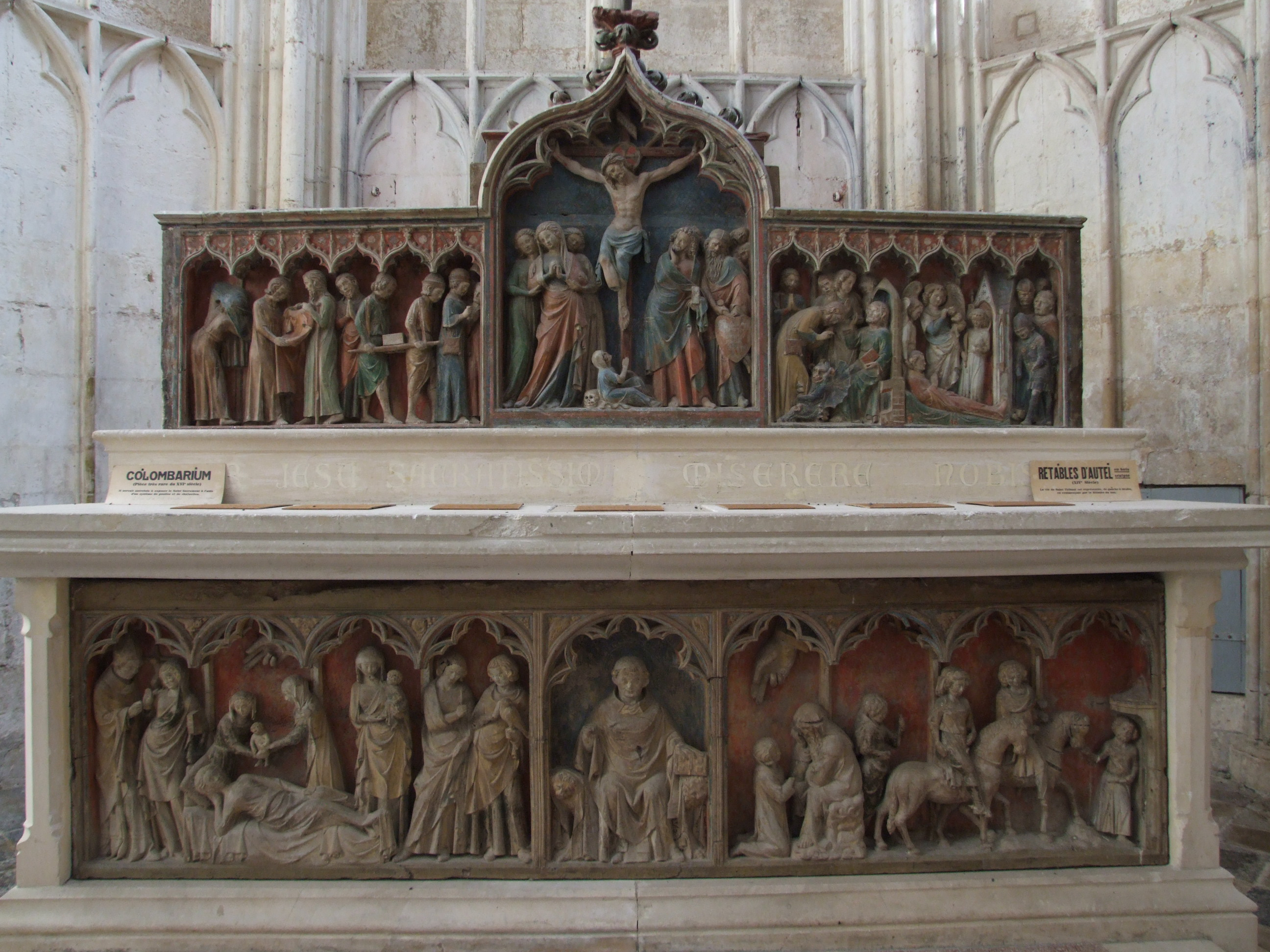
Altarretabel
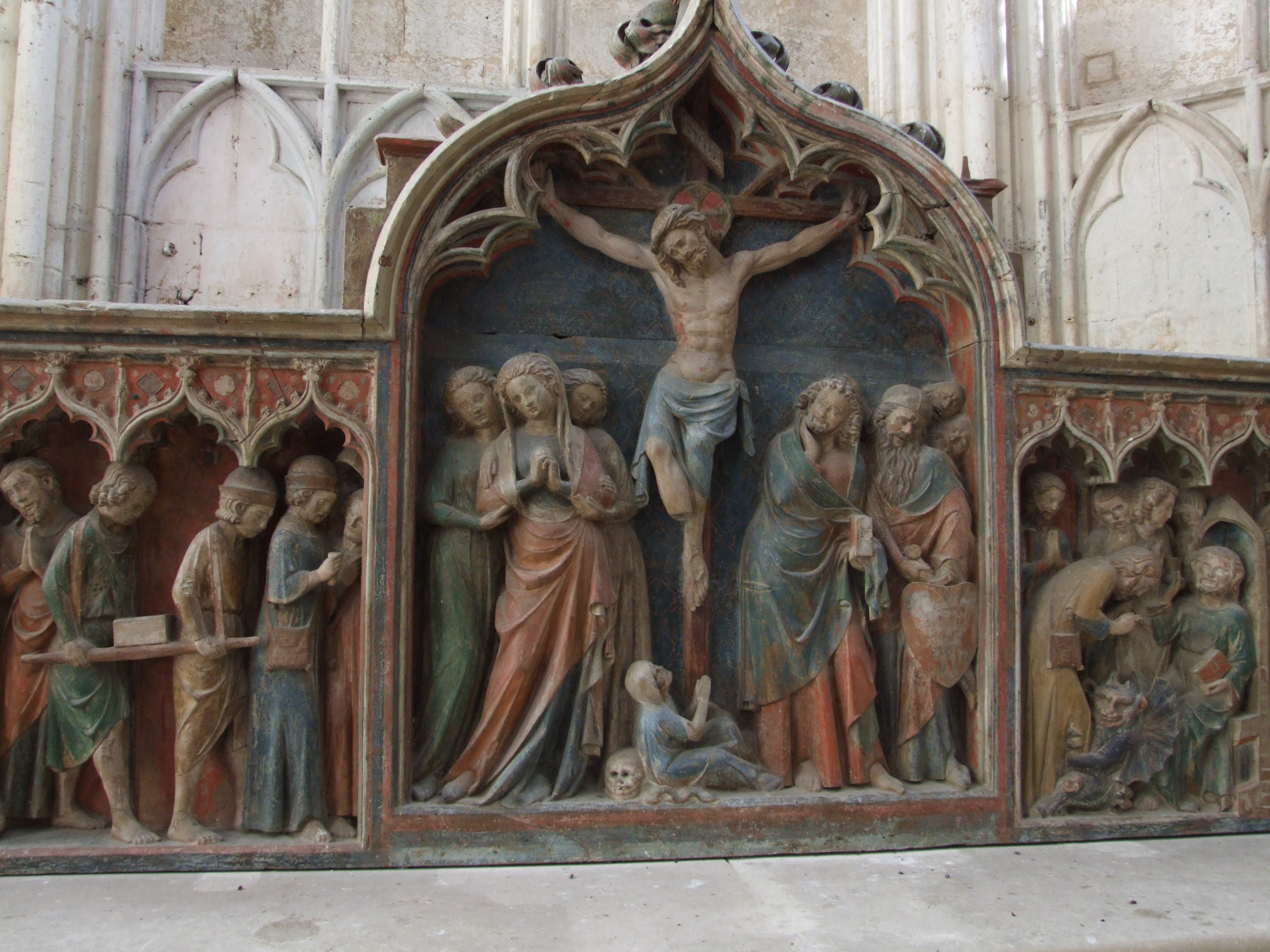
Retabeldetail
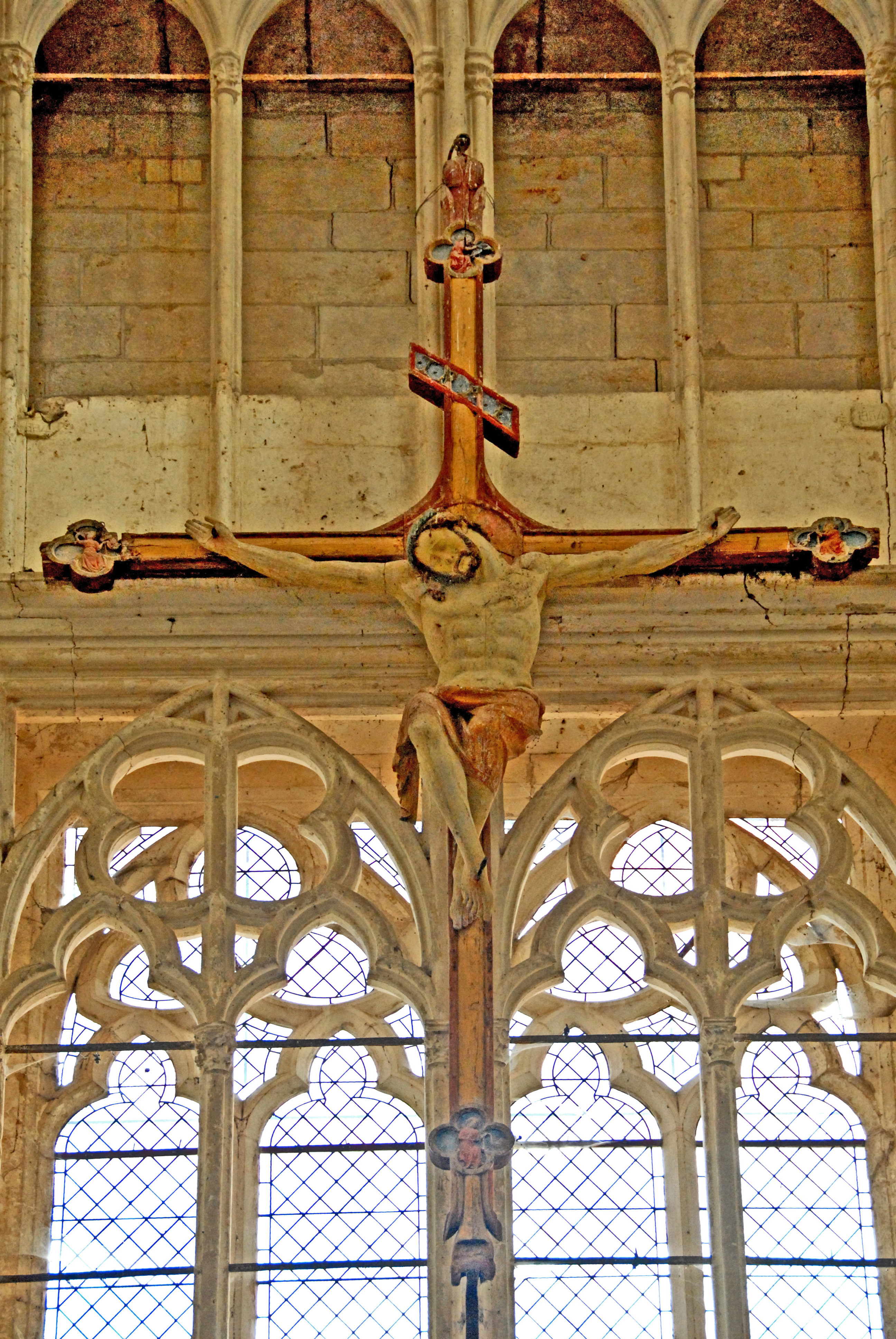
Kruzifixus im Chor
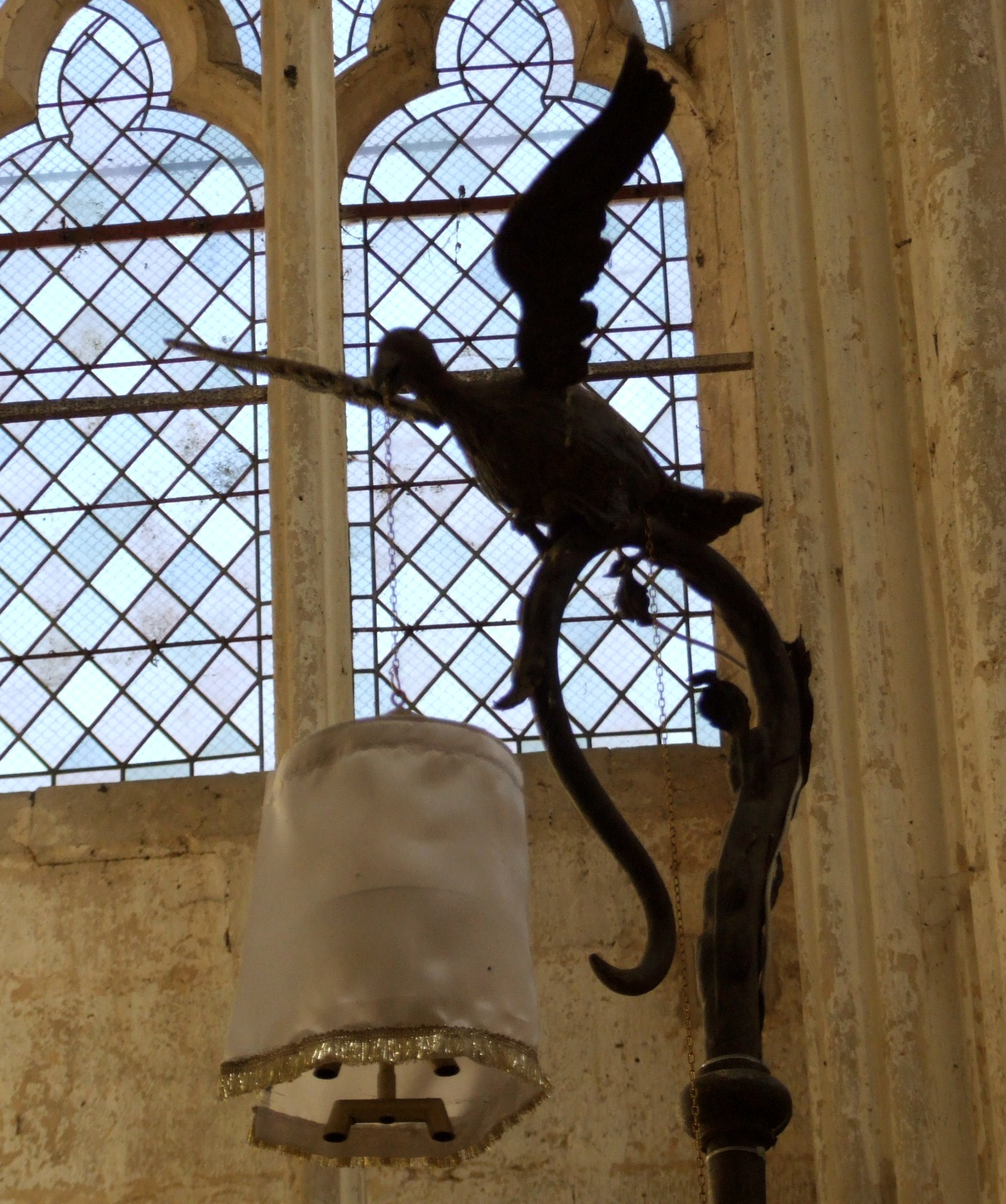
Eucharistische Taube im Chor
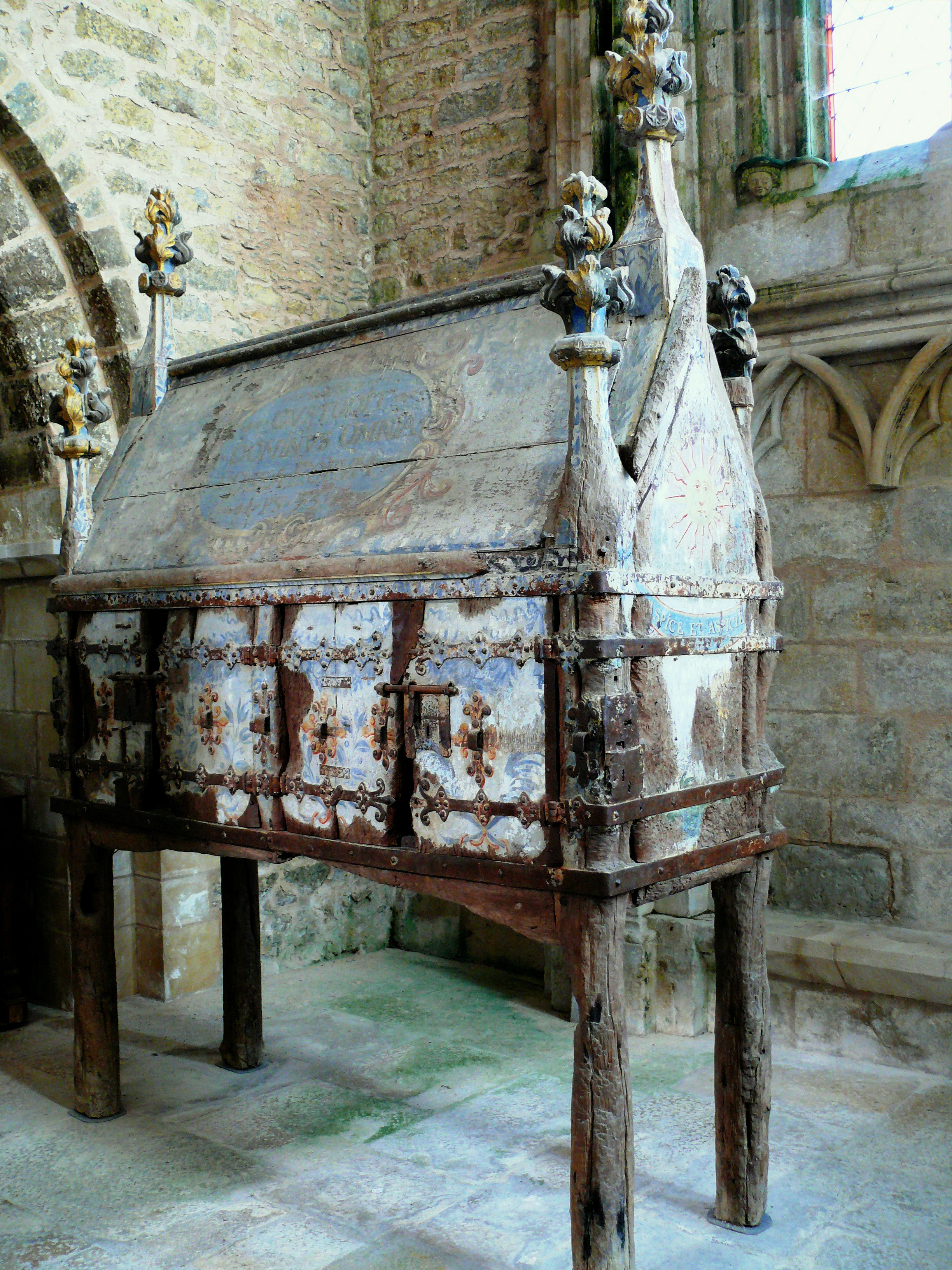
Schrein des heiligen Theobald
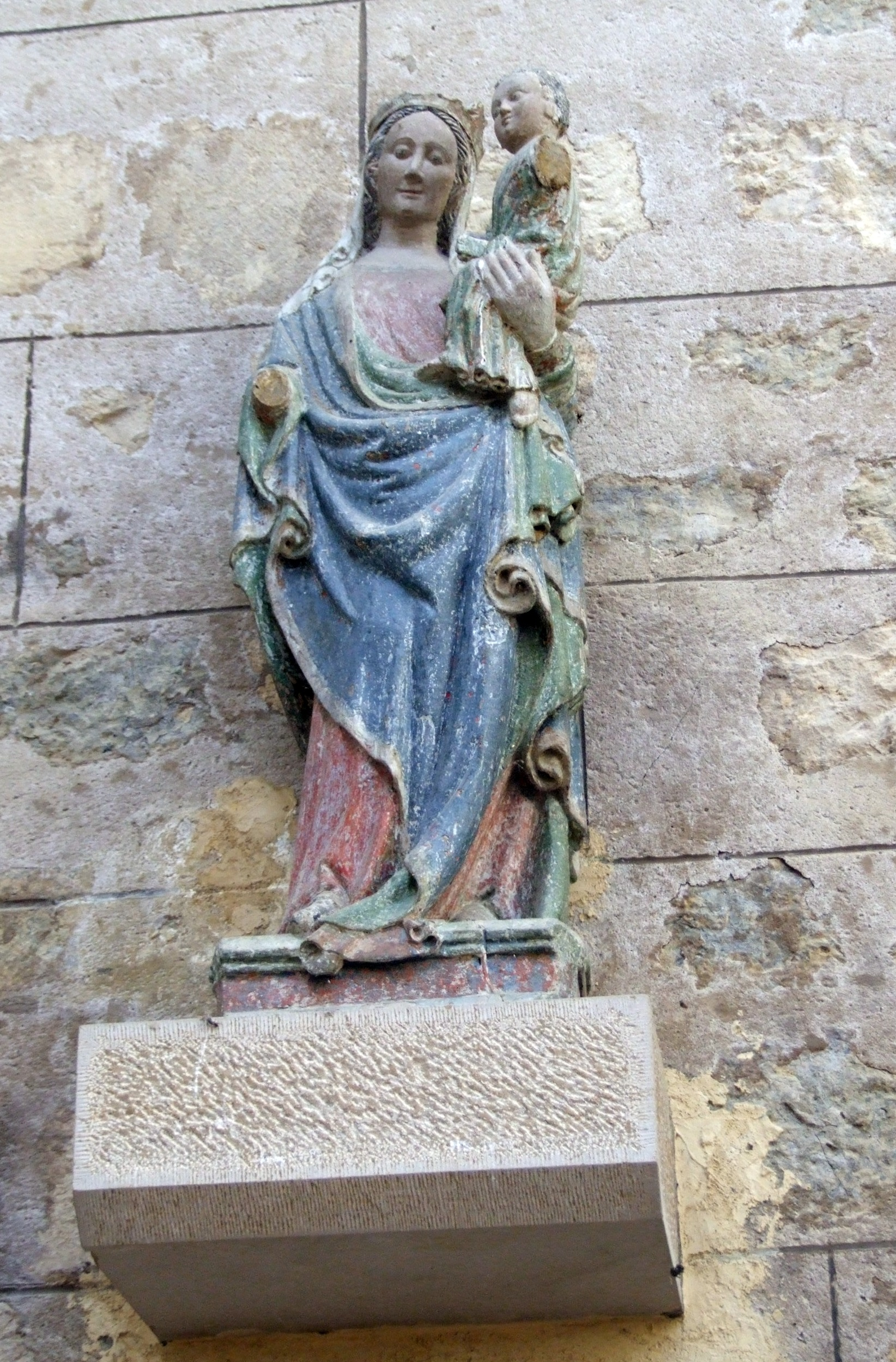
Jungfrau mit dem Kind